# King of the Hill
King of the Hill (O Rei do Pedaço no Brasil) foi uma série de animação satírica criada por Mike Judge (criador de Beavis & Butt-head) e Greg Daniels, que retratava o cotidiano da família Hill, na cidade fictícia de Arlen, no Texas.
Foi exibida pelo canal Fox de 12 de janeiro de 1997 a 6 de maio de 2010, sendo considerada até então a segunda série de animação mais longa de TV americana, atrás somente de Os Simpsons (também da Fox)

## Personagens
- Hank Hill
  - Idade: 45
  - Altura: 193 cm (6 ft. 4 in.)
  - Protagonista da série, o patriarca da família Hill trabalha com venda de propano. Possui valores conservadores, mas tem uma mentalidade suficientemente aberta para aceitar as mudanças do mundo ao seu redor.
- Peggy Hill
  - Idade: 45
  - Altura: 173 cm (5 ft. 8 in.)
  - Esposa de Hank, é uma mulher determinada e de opinião forte, mas às vezes acaba perdendo o senso.
- Bobby Hill
  - Idade: 11
  - Altura: 147 cm (4 ft. 10 in.)
  - Filho de Hank com Peggy, tem menos interesse em esportes e mais em atividades consideradas "femininas", o que costuma preocupar o pai.
- Luanne Platter
  - Idade: 20
  - Altura: 168 cm (5 ft. 6 in.)
  - A sensível sobrinha de Peggy, é considerada uma filha postiça da família.
- Dale Gribble
  - Idade: 44
  - Altura: 183 cm (6 ft. 0 in.)
  - Um dos vizinhos e melhores amigos de Hank, possui uma firma de dedetização e é paranoico com respeito a teorias da conspiração.
- Bill Dauterive
  - Idade: 46
  - Altura: 173 cm (5 ft. 8 in.)
  - Outro dos amigos de Hank, Bill foi um grande atleta no colégio, mas atualmente vive em depressão por conta de seu divórcio.
- Jeff Boomhauer
  - Idade: 45
  - Altura: 188 cm (6 ft. 2 in.)
  - Outro dos amigos de Hank, é conhecido por falar de forma muito rápida e quase ininteligível.
- Nancy Gribble
  - Idade: 43
  - Altura: 173 cm (5 ft. 8 in.)
  - Esposa de Dale, trablha no noticiário da emissora de TV local.
- Joseph Gribble
  - Idade: 13
  - Altura: 152 cm (5 ft. 0 in.) (temporada 1-4); 168 cm (5 ft. 6 in.) (temporada 5-13)
  - Filho de Dale e Nancy, é amigo de Bobby apesar de ter interesses diametralmente opostos a ele. Todos, com exceção de Dale e do próprio Joseph, acreditam que ele seja na verdade filho de outro namorado de Nancy.
- Khan Souphanousinphone
  - Idade: 41
  - Altura: 173 cm (5 ft. 8 in.)
  - Um rico imigrante laosiano que menospreza seus vizinhos, os Hill, por acreditar que são caipiras incultos.
- Minh Souphanousinphone
  - Idade: 41
  - Altura: 168 cm (5 ft. 6 in.)
  - Esposa de Khan, compartilha do mesmo preconceito que Khan, apesar de socializar com Peggy e Nancy.
- Connie Souphanousinphone
  - Idade: 11
  - Altura: 145 cm (4 ft. 9 in.)
  - Filha de Khan e Minh, é amiga de Bobby e Joseph e não possui a visão de mundo fechada dos pais. Seu nome verdadeiro é Khan Souphanousinphone Jr.